# Beast Master
Beast Master (jap. ビーストマスター Bīsuto masutā) – manga autorstwa Kyōsuke Motomi. Była wydawana przez Shōgakukan w japońskim magazynie Betsucomi. Całość liczy 2 tomy.

## Fabuła
Yuiko Kubozuka jest licealistką, która kocha zwierzęta, lecz te niestety nie „odwzajemniają” jej uczuć i gdy tylko mają okazję, jak najszybciej od niej uciekają. Pewnego razu, Leo Aoi, dziwny uczeń z przerażającym wyrazem twarzy, przenosi się do klasy Yuiko. Dziewczyna zauważa, że chłopak tak naprawdę jest nieśmiały i wrażliwy, a zwierzęta uwielbiają jego towarzystwo. Jednak, gdy Leo poczuje krew, niespodziewanie staje się bardzo agresywny i nie obawia się używać przemocy.

## Bohaterowie
Yuiko Kubozuka (jap. 窪塚 結子 Kubozuka Yuiko)
17-letnia dziewczyna, która uwielbia zwierzęta, choć te boją się jej i od niej uciekają. Jest miła i lubiana przez rówieśników. Po raz pierwszy spotyka Leo, gdy ten uratował kota, który uciekł na drzewo podczas burzy. Prawie od razu nawiązali przyjazne stosunki, głównie z powodu, że Yuiko była jedyną osobą w szkole, która nie bała się go. Zaakceptowała sekret Leo i stała się jedyną osobą mogącą go kontrolować. Z czasem zakochuje się w chłopaku. Jej ojciec jest weterynarzem i prowadzi klinikę weterynaryjną.
Leo Aoi (jap. 蒼井 礼央 Aoi Reō)
17-letni (w jednym z rozdziałów obchodzi 18. urodziny) chłopak, którego oczy przypominają kształtem oczy bestii. Mimo swojego wyglądu jest bardzo miły i wrażliwy, a nawet trochę dziecinny. Bardzo troszczy się o Yuiko, gdyż jest ona jego pierwszą przyjaciółką (z czasem zakochuje się w niej). Kiedy Leo widzi krew, jego zwierzęca natura ujawnia się. Wtedy z pomocą przychodzi Kubozuka, która jest jedyną osobą będącą w stanie ujarzmić jego krwiożercze instynkty. Leo nie wie wielu rzeczy na temat życia w mieście, ponieważ jego ojciec zdecydował, aby chłopak wychowywał się z dala od cywilizacji, by chronić go przed ludźmi czyhającymi na majątek, jaki Leo otrzyma w dniu swoich 18. urodzin.
Kyle Tokizaburō Rosenburg (jap. カイル・時三郎・ローゼンバーグ Kairu Tokizaburo Rōzenbaagu)
Kyle jest opiekunem Leo i bardzo kocha swojego podopiecznego. Początkowo był sekretarzem dziadka Leo, po którym chłopak otrzyma spadek. Służył w wojsku, co może wyjaśniać jego nadzwyczajną siłę.

## Manga
Seria została napisana i zilustrowana przez Kyōsuke Motomi i ukazywała się w miesięczniku Betsucomi. Rozdziały zostały zebrane w dwóch tankōbonach i wydane przez wydawnictwo Shōgakukan. Polski przekład ukazał się nakładem wydawnictwa Waneko.
| Nr | Język japoński | Język japoński         | Język polski    | Język polski           |
| Nr | Data wydania   | ISBN                   | Data wydania    | ISBN                   |
| -- | -------------- | ---------------------- | --------------- | ---------------------- |
| 1  | 26 lutego 2007 | ISBN 978-4-091308-54-2 | 3 stycznia 2014 | ISBN 978-83-63769-94-9 |
| 2  | 26 lipca 2007  | ISBN 978-4-091311-58-0 | 3 marca 2014    | ISBN 978-83-63769-98-7 |